# バタヴィア (野菜)
バタヴィア(batavia)は、キク科アキノノゲシ属の一年草で、レタスの一種。主にフランスをはじめとするヨーロッパで野菜として用いられる。
非結球型のレタスで、見た目はサニーレタスに近い。原産地については2説あり、一つはインドネシア原産で、名称はかつて存在したオランダの植民地バタヴィア（現在のジャカルタ）に由来する。1970年代にニューカレドニアに2年間住んだフランス人の夫婦がフランスに種を持ち帰り、オート・アルプ県の村ラ・レスト(La Reste)で栽培に成功した。周辺の地域へ徐々に広まるにつれ、フランス全土に普及し、現在ではフランスの普遍的な野菜として親しまれているとする。もう一つの説としてはオランダ原産で、ラテン語で現在のライン川河口付近をバタウィと呼んでいた事に由来し、19世紀頃には夏野菜として定着していたとしている。

## 脚註
1. ↑  Batavia, フランス国立文章及び辞典リソースセンター (CNRTL). 2018年2月10日閲覧.
2. ↑  Pierre Joigneaux, Charles Moreau, Dictionnaire d'agriculture pratique, Volume 2, Tarlier, 1854, p. 14. 2018年2月10日閲覧